# Hautsee
Der Hautsee ist eine natürliche, wassergefüllte Senke in Thüringen. Sie entstand vor Jahrhunderten als Erdfall. Die Besonderheit des Sees ist seine schwimmende Insel, ein kleines Gehölz, das auf der Oberfläche des Sees schwimmt.

## Lage
Der Hautsee liegt 1,4 km ostnordöstlich des Ortes Dönges am Rande des Frauenseer Forstes in der Gemarkung Marksuhl. Nur 300 Meter nordöstlich von ihm befindet sich der etwa doppelt so große, inzwischen weitgehend verlandete Albertsee. Beide Seen liegen ca. 50 Meter neben der Bundesstraße 84. Sie sind in der Literatur auch als kleiner und großer Elfensee bekannt.

## Geologie
Das Gebiet von Frauensee ist reich an Einsenkungen und Einsturztrichtern, hervorgerufen durch die Auslaugungsvorgänge der im Untergrund vorhandenen Salze und Sedimente.

## Geschichte
In einer Urkunde von 1486 wird erstmals ein Gewässer – der kleyne Elfenssehe bei Thennchiß erwähnt. In einer Beschreibung von 1647 berichtete der Autor:
Etwa eine halbe Meil von Frauensee bey dem Dorf Denches ist im Wald neben dem andern noch ein See, doch keine sonderliche Größe, der kleine Elfertsee genannt, wiewohl weit höher als der andere gelegen; auf dem selbigen ist ein Gewächs von Weiden/Haseln und anderen Gehölz, von sich selbst so stark und fest in einander geflochten, daß etliche Stücke Vieh darauf stehen und weyden können…
1778 notierte ein weiterer Augenzeuge über diese Insel:
Auf dem See schwimmt ein flaches Stück Erde oder Kruste, wie die Haut auf der Milch … – fortan war der Name Hautsee gebräuchlich.
Erstmals 1834 erschien die Insel angewachsen. Durch Arbeiter wurde ein Abstich vorgenommen und die Insel wieder schwimmfähig gemacht, da man nicht auf die Kuriosität verzichten mochte. Die ungewöhnliche Insel im See führte zur Entstehung zahlreicher Sagen. Je nach dem beobachteten Standort der schwimmenden Insel wurde im Volk über das bevorstehende Schicksal orakelt. Die Anwesenheit von Nixen und anderen Wassergeistern wurde nie bezweifelt.
Seit der Zeit der Romantik fanden am Ufer des Sees ausgelassene Jagden und Feste statt, ein Gedenkstein würdigt den Herzoglichen Forstmeister von Fritzsch. Um die Jahrhundertwende wurde die Struktur der schwimmenden Insel durch Botaniker und Geologen wissenschaftlich erforscht. Die Insel stellt demnach eine besondere Form eines Schwingrasens dar. Interessierte Einwohner aus Dönges und Marksuhl gründeten 1953 einen Heimatverein als Ortsgruppe im Kulturbund. Das als Weideland genutzte Areal um den See wurde zu einer Parkanlage umgestaltet und mit Spazierwegen, Gasthaus und Festplatz versehen. 1954 fand das erste Hautseefest am Ufer des Sees statt. 1977 wurde der See als Flächennaturdenkmal ausgewiesen. Im Auftrag der Wissenschaft untersuchten 2008 erstmals Taucher den Untergrund des Sees und die Unterseite der schwimmenden Insel.

## Galerie

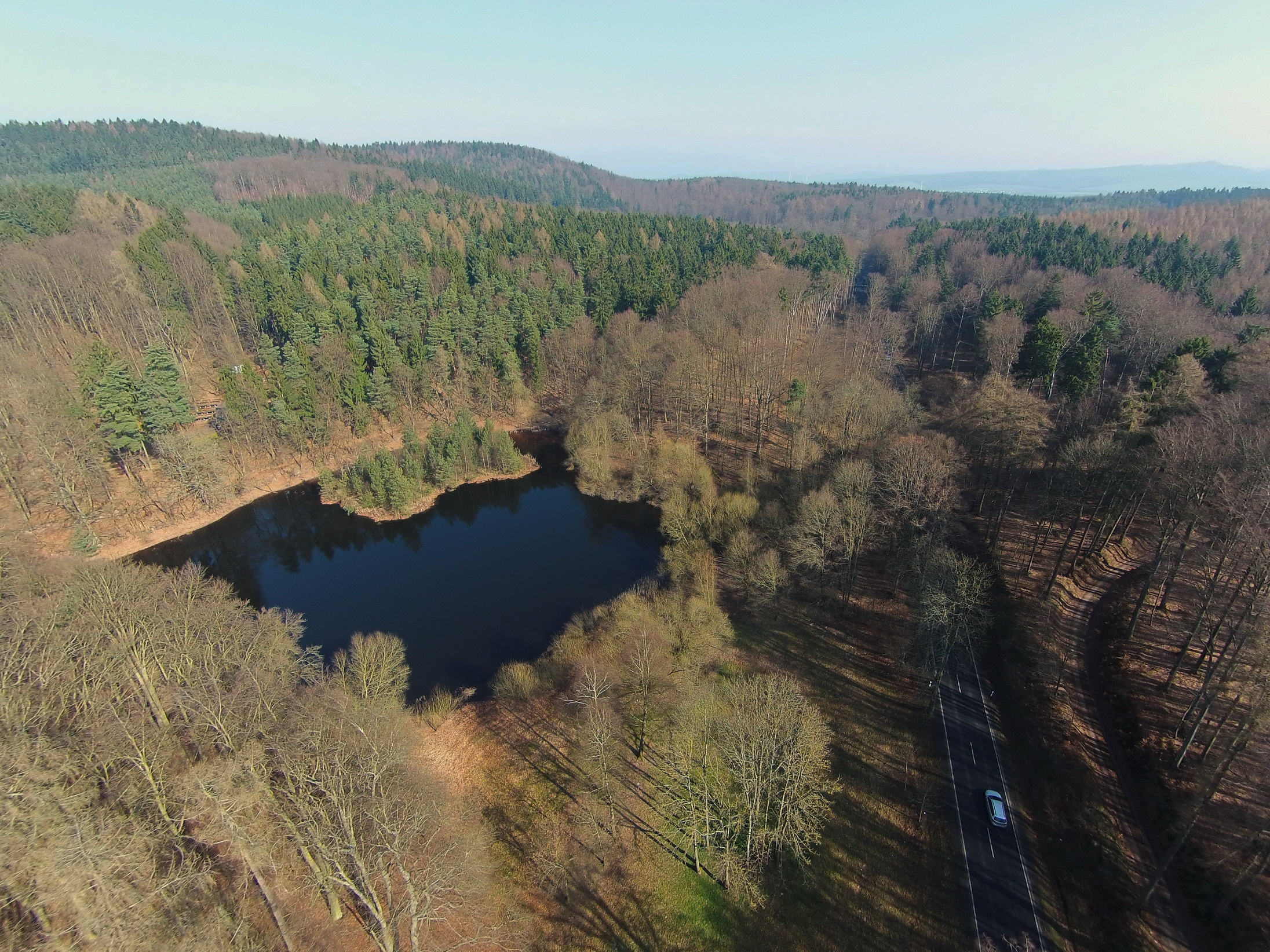
Hautsee mit schwimmender Insel (Luftbild März 2014)
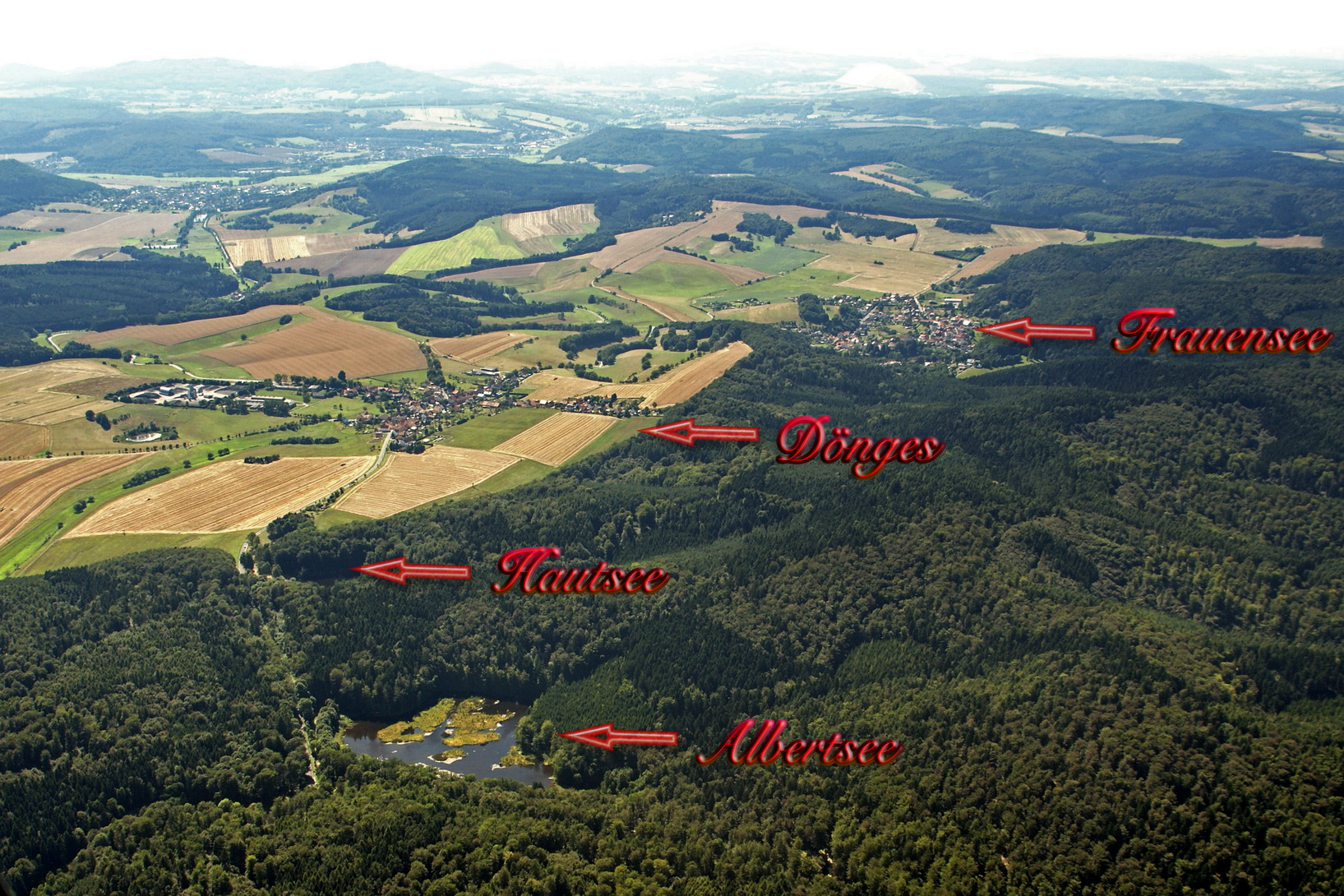
Albertsee, Hautsee, Dönges, Frauensee (Luftbild August 2013)